# Canella (cours d'eau)
Pour les articles homonymes, voir Canella (homonymie).
 (mai 2014).
Le Canella est un ruisseau et un petit fleuve côtier du département Corse-du-Sud de la région Corse et son embouchure dans la baie de Figari en mer Méditerranée.

## Géographie
D'une longueur de 16,4 kilomètres, le Canella prend sa source sur la commune de Pianottoli-Caldarello à l'altitude 900 mètres et à moins d'un kilomètre à l'est de la Punta di Monaco (1 292 m) dans la Montagne de Cagna.
Il coule globalement du nord vers le sud.
Il a son embouchure entre les communes de Pianottoli-Caldarello et Figari, à l'altitude 0 mètre, dans le nord de la baie de Figari.

### Communes et cantons traversés
Dans le seul département de la Corse-du-Sud, le Canella traverse les deux communes suivantes, dans un seul canton, dans le sens amont vers aval, de Pianottoli-Caldarello (source), Figari (embouchure).
Soit en termes de cantons, le Canella prend source et a son embouchure dans le même canton de Figari, dans l'arrondissement de Sartène.

### Bassin versant
La superficie du bassin versant « Le ruisseau de Canella » (Y991) est de 78 km2. Ce bassin versant est constitué à 68,28 % de « forêts et milieux semi-naturels », à 28,91 % de « territoires agricoles », à 1,79 % de « territoires artificialisés ».

### Organisme gestionnaire
L'organisme gestionnaire est le Comité de bassin de Corse, depuis la loi corse du 22 janvier 2002.

## Affluents
Le Canella a trois affluents référencés :
- le ruisseau de Barba Porca (rd[note 1]) 1,8 km, sur la seule commune de Pianottoli-Caldarello.
- le ruisseau de Vitelille (rg) 3,6 km, sur la seule commune de Figari.
- le ruisseau de Carcerone (rg) 12,3 km, sur la seule commune de Figari avec un affluent :
  - le ruisseau de Suale Vecchio (rd) 9,3 km, sur la seule commune de Figari, prenant source à l'ouest de la crête de Foccipiani (412 m) et au sud-ouest de la Punta di Niarca (428 m)  et passant par le hameau de Poggiale et sous l'Aéroport de Figari Sud Corse.

### Rang de Strahler
Donc son rang de Strahler est de trois.

## Aménagements et écologie
La route nationale 196 passe au-dessus du Canella au Pont de Figari, alors que la route départementale D22 passe aussi au-dessus à moins d'un kilomètre au pont de Canella.